# Alejandro Sanz
Alejandro Sanz (Madrid, 1968. december 18. –) spanyol énekes. 1991-ben jelent meg hivatalosan az első lemeze, Viviendo Deprisa címmel. 2003-ban Grammy-díjat szerzett a No Es Lo Mismo című albummal. 2005-ben készített duettet Shakirával, La Tortura címmel, ami az egész világon ismert lett.

## Albumok
- 1989: Los chulos son pa' cuidarlos
- 1991: Viviendo deprisa (8-szoros platinalemez)
- 1993: Si tú me miras
- 1994: Básico
- 1995: Alejandro Sanz 3
- 1996: Alejandro Sanz 3 olaszul / Alejandro Sanz 3 portugálul
- 1997: Más (album) (22-szeres platinalemez)
- 1998: Edición Especial Gira 98
- 1999: Best of Alejandro Sanz (csak az USA-ban jelent meg)
- 2000: El alma al aire
- 2001: El alma al aire (különleges kiadás)
- 2001: MTV Unplugged
- 2003: No es lo mismo
- 2004: No es lo mismo (különleges kiadás)
- 2004: Grandes éxitos 91_04
- 2006: Reissue of all his albums
- 2006: El tren de los momentos
- 2007: El tren de los momentos (különleges kiadás)
- 2007: El tren de los momentos DVD (élőben Buenos Aires-ből)

## Díjai
- Karrierje során egy Grammy-díjat és 14 Latin Grammy-díjat nyert. Több mint 21 millió eladott lemezzel büszkélkedhet.